# Steven Blaney

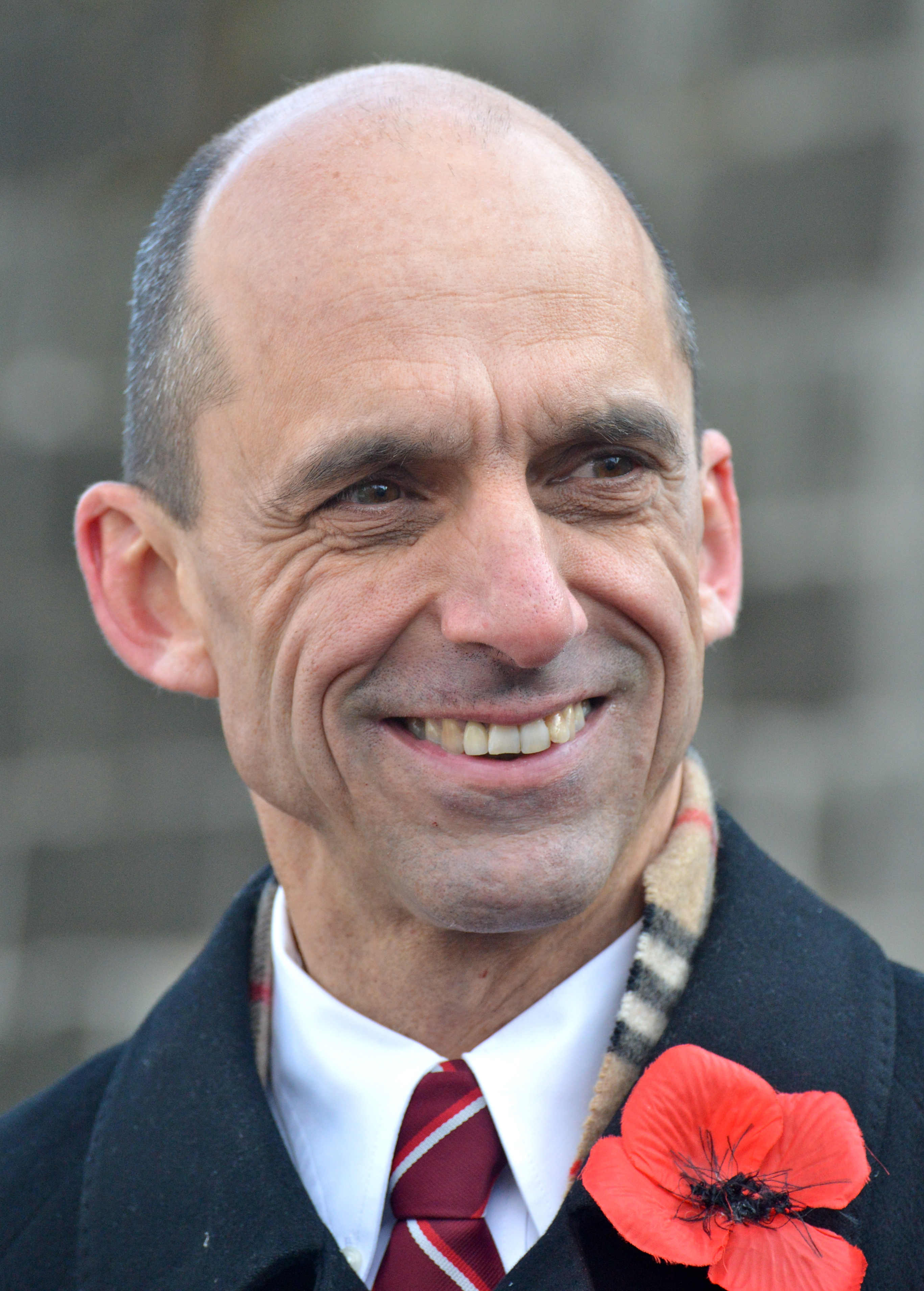
Steven Blaney

Steven Blaney (* 8. April 1965 in Sherbrooke, Québec) ist ein Geschäftsmann und ein kanadischer Politiker.
Er wurde als konservativer Unterhausabgeordneter von Kanada für den Wahlbezirk von Lévis—Bellechasse (Québec) bei den Wahlen 2006, 2008 und 2011 gewählt. Bei der Unterhauswahl 2015 gewann er das Mandat im Wahlbezirk Bellechasse — Les Etchemins — Lévis.
Im Kabinett Harper war er von Mai 2011 bis Juli 2013 Minister für Veteranenangelegenheiten, von Februar bis Juli 2013 Minister für Frankophonie und von Juli 2013 bis 2015 Minister für öffentliche Sicherheit und Notfallbereitschaft.